# Quand les ténèbres viendront (nouvelle)
Pour les articles homonymes, voir Nightfall.
Quand les ténèbres viendront (titre original : Nightfall) est une nouvelle de science-fiction d'Isaac Asimov initialement parue en 1941. Elle a été publiée en France dans le recueil de nouvelles Quand les ténèbres viendront en 1970. Cette nouvelle a révélé Outre-Atlantique Isaac Asimov en tant qu'auteur de science-fiction. Elle est considérée comme un classique du genre et est présente dans de nombreuses anthologies.

## Résumé
La planète Lagash est entourée de six soleils (Onos, Dovim, Tano, Sitha, Trey et Petru), offrant à ses habitants un monde sans nuit : la luminosité dépend du nombre de soleils présents dans le ciel, et tout au plus y a-t-il parfois de la pénombre.
Des astronomes de l'université de Saro découvrent qu'une lune orbite autour de Lagash. Cette lune éclipse pendant une demi-journée le seul soleil des six qui reste visible, tous les 2049 ans. Cette découverte s'ajoute à la fouille d'une ville détruite par des destructions cycliques, et à des expériences montrant que la population de Lagash devient folle au bout de seulement 15 minutes de noir total. Enfin, une secte se répand, qui affirme que le monde sera détruit par des choses nommées « étoiles » quand viendra la nuit absolue.
La communauté scientifique se prépare donc au pire pour la planète, par des expériences et en créant un refuge doté d'un dispositif d'éclairage (récemment inventé), où une poignée de personnes pourront se réfugier le temps de l'éclipse.
Celle-ci se produit enfin, et les astronomes découvrent non seulement la réalité des étoiles et l'immensité du cosmos, mais le ciel inimaginable d'une planète située dans un amas globulaire. Cette révélation couplée au noir total les plonge dans le délire, tout comme les cultistes qui s'attaquaient à l'observatoire, et la population entière, qui brûle ses villes pour faire de la lumière.

## Parutions

### Parutions aux États-Unis
Isaac Asimov commença à écrire cette nouvelle le 17 mars 1941 et la termina le 9 avril 1941. Après quelques modifications, elle fut acceptée par John W. Campbell le 24 avril 1941.
La nouvelle est parue pour la première fois dans le numéro de septembre 1941 de Astounding Science Fiction. C'était la 32e œuvre d'Isaac Asimov, alors étudiant à l'université Columbia. Il fut payé cent soixante six dollars : le tarif habituel de un cent le mot plus une prime de un quart de cent le mot accordée par Campbell, alors directeur de Astounding Science Fiction, pour la qualité de son œuvre.
Quand les ténèbres viendront est parue ensuite dans des dizaines d'anthologies. En 1968, l'association Science Fiction Writers of America a élu Nightfall meilleure nouvelle de science-fiction jamais écrite.
En 1990, deux ans avant la disparition d'Asimov, Robert Silverberg et lui ont publié le roman Le Retour des ténèbres (le titre original en anglais, inchangé, reste Nightfall), dans lequel ils développent la nouvelle et y ajoutent une portion se passant avant l'éclipse décrite dans la nouvelle et une autre se passant après. Le roman présente également la particularité – extrêmement rare – de ne faire apparaître strictement aucun être humain.

### Parutions en France
Elle a été publiée en France dans le recueil de nouvelles Quand les ténèbres viendront en 1970.

## Conditions de la rédaction
C'est John W. Campbell, directeur de la revue Astounding Science Fiction, qui lui en donna l'idée en lui montrant une citation de l'essai Nature par Ralph Waldo Emerson :
« Si les étoiles devaient briller une seule nuit au cours d'un millénaire, combien les hommes croiraient-ils, adoreraient-ils et conserveraient-ils pendant des générations le souvenir de la Cité de Dieu ! »
Asimov (poussé par Campbell, comme il le raconta par la suite) prit cette phrase à contrepied, et en tira une histoire sombre sur la fragilité des civilisations.